# 一力敦彦
一力 敦彦（いちりき あつひこ、1962年6月23日 - ）は、日本の実業家、ジャーナリスト。東北放送代表取締役社長。宮城県仙台市出身。

## 人物
河北新報社、東北放送の社主でもあった一力一夫の次男として生まれる。曾祖父は河北新報社創業者の一力健治郎、祖父は河北新報元社長の一力次郎。兄は河北新報社代表取締役社長の一力雅彦、甥は河北新報社取締役で囲碁棋士の一力遼。
宮城県仙台第一高等学校、中央大学理工学部卒業後に河北新報社へ入社。電通出向等を経て、2010年に東北放送代表取締役社長に就任した。
高校の同級生に映画監督の岩井俊二がいる。

## 略歴
- 1981年 - 宮城県仙台第一高等学校卒業。同年、中央大学理工学部に進学。
- 1985年 - 中央大学理工学部卒業後、河北新報社へ入社。
  - 以降、電通出向等を歴任する。
- 1998年 - 河北新報社東京支社次長。
- 1999年 - 同東京支社長。
- 2002年 - 同取締役東京支社長委嘱。
- 2004年 - 同常務取締役東京支社長委嘱、東北放送取締役。
- 2006年 - 同専務取締役東京支社長委嘱。
- 2007年 - 東北放送専務取締役。
- 2010年 - 同代表取締役社長。